# Krzemiany wyspowe

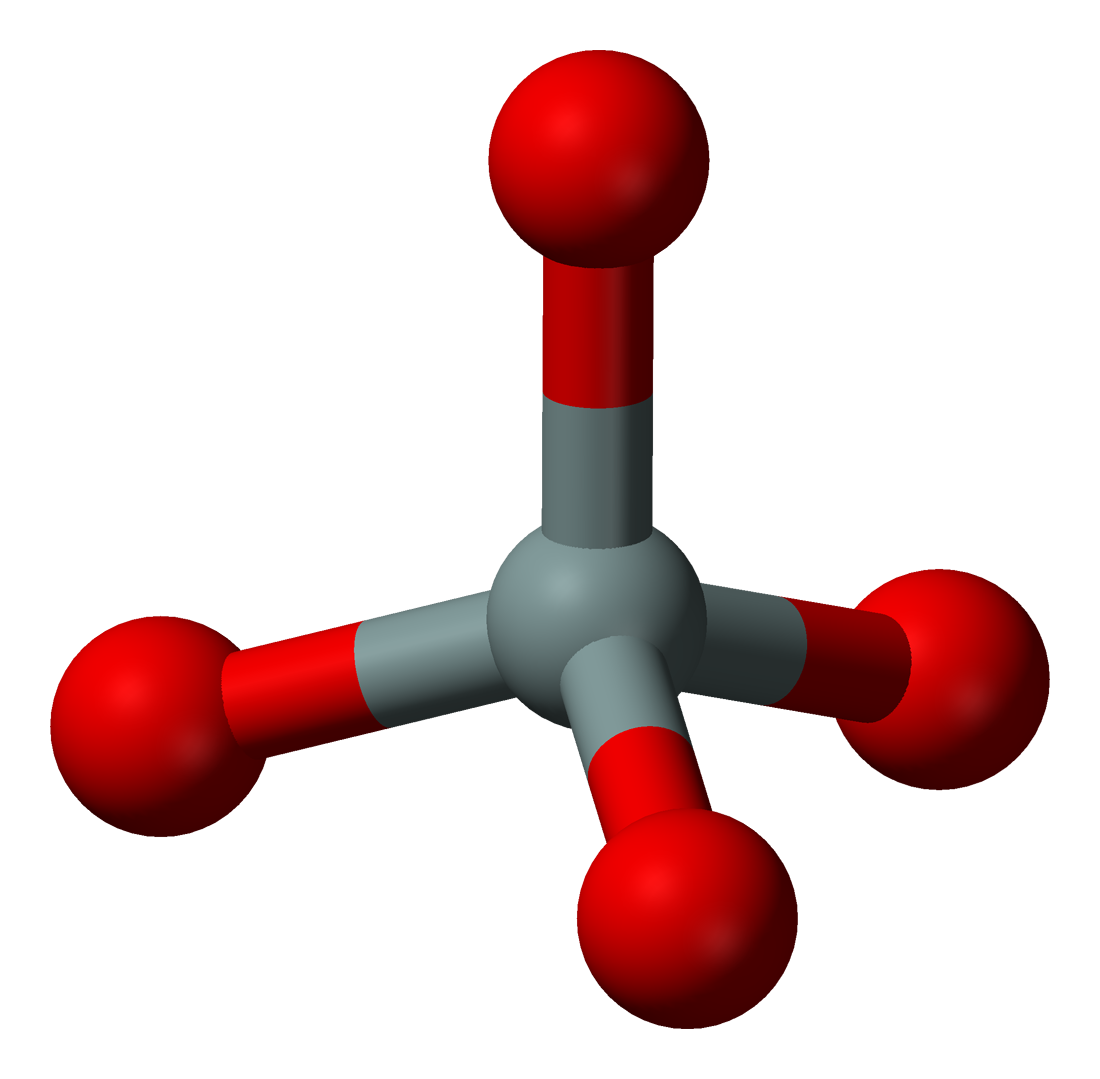
Główny motyw strukturalny krzemianów wyspowych – anion SiO_{4}^{4−}

Krzemiany wyspowe – rodzaj krzemianów, w których tetrady krzemianowe SiO
4 połączone są poprzez inne jony.
Głównym motywem strukturalnym krzemianów jest czworościan z jednym atomem krzemu w centrum i czterema atomami tlenu na wierzchołkach. Czworościany mogą  łączyć się ze sobą, mając wspólny atom tlenu, albo być połączone pośrednio przez inne kationy. W krzemianach wyspowych żadne czworościany krzemianowe nie są ze sobą połączone bezpośrednio (stąd polska nazwa). Ładunek ujemny SiO−
4−
 jest neutralizowany jest przez kationy dwu- lub trójwartościowe. Połączenie czworościanów dokonuje się poprzez wiązania jonowe tlen – kation – tlen. Wzór ogólny krzemianów tej grupy: X3Y2(SiO4)3, gdzie X i Y są dwu- lub trójwartościowymi kationami metali. Przykładem minerału tego rodzaju jest Forsteryt, w którym czworościany krzemianowe są połączone jonem magnezu. Wzór sumarycznemu tego związku Mg
2(SiO
4).
Minerały należące do tej grupy powstają w bardzo wysokiej temperaturze.
Do krzemianów wyspowych należą takie minerały, jak: oliwin = perydot, granat, cyrkon, sillimanit, andaluzyt, dysten = cyjanit, topaz, staurolit, willemit czy tytanit = sfen.